# Teredus cylindricus
Teredus cylindricus – gatunek chrząszcza z rodziny Teredidae.

## Taksonomia
Gatunek opisany został w 1790 roku przez Guillaume-Antoine Olivier'a jako Ips cylindricus.

## Opis
Ciało od 3,5 do 4,5 mm długie, czarnobrunatne lub czarne. Przedplecze 1,75 raza dłuższe niż u nasady szerokie, pośrodku silniej niż u T. opacus wysklepione. Pokrywy 3-krotnie dłuższe niż szerokie, silnie błyszczące, o punktach dobrze widocznych w części podstawowej, a niewidocznych w wierzchołkowej.

## Ekologia
Larwy drapieżne. Polują w korytarzach wydrążonych przez kołatki Ptilinus pectinicornis, Anobium punctatum i Xestobium rufovillosum oraz korniki Dryocoetes villosus.

## Występowanie
Wykazany został dotąd z Austrii, Białorusi, Belgii, Bułgarii, Chorwacji, Czech, Danii, Francji, Grecji, Hiszpanii, byłej Jugosławii, Korsyki, Litwy, Niemiec, Polski, Portugalii, europejskiej Rosji, Sardynii, Szwajcarii, europejskiej Turcji, Węgier, Wielkiej Brytanii, Włoch, Ukrainy, Bliskiego Wschodu i Afryki Północnej.
W Polsce bardzo rzadko spotykany.